# Avalokiteshvara

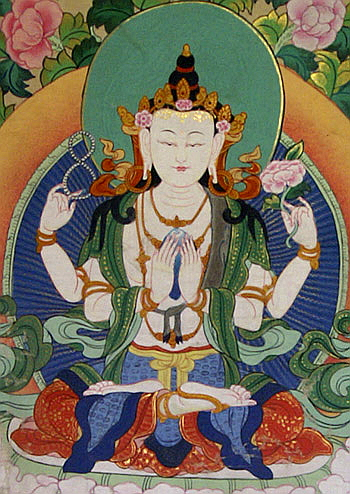
Imagem tibetana representando Cherenzig (Avalokiteshvara, no budismo tibetano).

Avalokiteshvara (em sânscrito Avalokiteśvara, "Aquele que enxerga os clamores do mundo"; em tibetano Chenrezig), é o/a bodisatva (bodhisattva) que representa a suprema compaixão de todos os Budas. Um bodhisattva é aquela criatura que está adiantada ou pronta para alcançar o estado de Buda; contudo faz voto de só alcançá-lo plenamente quando nenhum ser estiver mais no samsara, ou na roda de encarnações neste mundo.
Sendo a compaixão uma virtude central do budismo, Avalokiteshvara tornou-se muito conhecido por budistas e não budistas, sendo comum encontrar inscrições com seu mantra - Om mani padme hum- mesmo em meios não budistas.

## Etimologia
O nome Avalokiteśvara é composto das seguintes partes: 
- ava, prefixo verbal que significa "abaixo";
- lokita, particípio passado do verbo lok ("notar, observar, contemplar"), que aqui se usa no sentido ativo (uma irregularidade ocasional na gramática sânscrita); e
- īśvara, "senhor", "governador", "soberano" ou "amo". De acordo com as regras de sandhi, īśvara derivando em eśvara.

Ao combinar estes elementos nos resta: "o senhor que olha para baixo (o mundo)". A palavra loka ("mundo") não está presente no nome, mas se entende como implícita.

## Avalokiteshvara e seus mil braços
A ligação entre Avalokiteshvara e o Buddha Amitaba é expressa por uma parábola que diz que o bodhisattva, ao ver o sofrimento nos infernos, fez o voto de só atingir a iluminação quando os esvaziasse. Amitaba então perguntou que castigo ele receberia se falhasse e Avalokiteshvara lhe respondeu que poderia lhe partir a cabeça ao meio se não o fizesse.
Imediatamente, Avalokiteshvara começou a retirar os seres dos infernos e trabalhando incessantemente, conseguiu esvaziá-los. Porém, tão logo se apresentou a Amitaba, os infernos estavam repletos, pois apenas os humanos recentemente mortos eram suficientes para enchê-los. Amitaba então bateu em sua cabeça e ela se partiu, nascendo em seguida mais cabeças e mais braços, para que Avalokiteshvara pudesse ver e acudir o número imenso de seres presos nos infernos e no samsara.
Essa pequena história retrata a compaixão providente dos budas, que mesmo diante de nossos compromissos mais estranhos - partir a cabeça, por exemplo - podem extrair benefício a todos. 
Encontra-se na iconografia budista imagens de Avalokiteshvara com mil braços e cabeças.

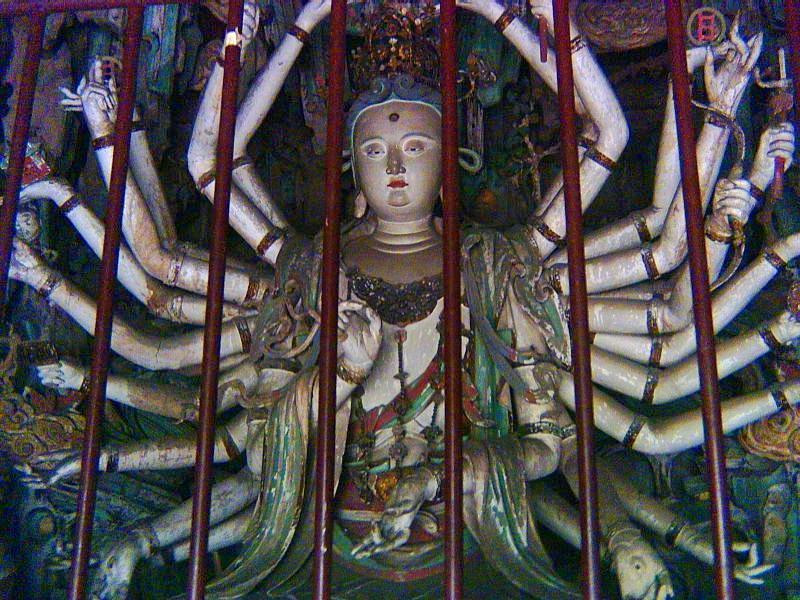
Bodisatva Kuan Yin dos Mil Braços, imagem do mosteiro de Shuanglin Si.

## Transformações asiáticas femininas de Avalokiteshvara
- No Tibete, Tara
- Na China,  Kuan Yin ou Guan Yin
- No Japão,  Kannon ou Kanzeon Bosatsu.